# 鳥追町 (薩摩川内市)
鳥追町（とりおいちょう）は、鹿児島県薩摩川内市の町。旧薩摩郡川内町鳥追町、川内市鳥追町。郵便番号は895-0024。人口は363人、世帯数は200世帯（2020年10月1日現在）。鳥追町の全域で住居表示を実施している。

## 地理
薩摩川内市の南東部、平佐川下流域に位置する。字域の北方には横馬場町、南方には向田町、川内駅を挟んで東方には平佐町、平佐一丁目、西方には東向田町がそれぞれ接している。
字域の東部には川内駅が所在しており、九州新幹線や鹿児島本線、肥薩おれんじ鉄道線が発着している。九州新幹線は山陽新幹線直通列車の最速達列車に位置づけられる「みずほ」を除く全ての列車が川内駅に停車する。また在来線（鹿児島本線）と九州新幹線部分開業時に鹿児島本線から分離された肥薩おれんじ鉄道線の境界駅となっている。
南部には鹿児島県道42号川内加治木線（空港バイパス）及び鹿児島県道332号川内停車場線が東西に通り、鹿児島県道36号川内郡山線が南北に通っている。

### 町名の由来
「鳥追」という地名は日暮長者伝説に因む鳥追の杜があるところから命名された。

## 歴史
1940年（昭和15年）2月10日に鹿児島県公報に掲載され、同日に施行された「 薩摩郡川内町、町名改稱竝區域變更」（鹿児島県告示）により「大字平佐ヲ廢止シ其ノ區域中（中略）字孫崎、新地ノ區域ヲ鳥追町ト」することが鹿児島県知事によって許可され、薩摩郡川内町大字平佐のうち字孫崎、新地の区域を以て川内町の町「鳥追町」が設置された。翌日の2月11日には薩摩郡川内町が単独で市制施行し川内市となった。
1965年（昭和40年）4月1日に向田町の一部の区域において住居表示に関する法律に基づき街区方式による住居表示が実施されることとなった。それに伴い同日付で町名・地番の変更が行われ平佐町、向田町の各一部を鳥追町に編入し、鳥追町の一部が東向田町となった。
2004年（平成16年）10月12日に川内市、東郷町、入来町、祁答院町、樋脇町、下甑村、上甑村、鹿島村、里村が新設合併し薩摩川内市が設置された。この市町村合併に伴い設置された法定合併協議会において川内市の町・字については「現行通りとする。」と協定されたため、名称の変更は行われずに薩摩川内市の町となった。
2014年（平成26年）3月1日には鳥追町及び平佐町の各一部より平佐一丁目が設置された。

### 字域の変遷
| 変更後             | 変更年             | 変更前                             |
| ------------------ | ------------------ | ---------------------------------- |
| 鳥追町（新設）     | 1940年（昭和15年） | 川内町大字平佐字孫崎・新地（全域） |
| 鳥追町（編入）     | 1965年（昭和40年） | 平佐町（一部）                     |
| 鳥追町（編入）     | 1965年（昭和40年） | 向田町（一部）                     |
| 東向田町（新設）   | 1965年（昭和40年） | 鳥追町（一部）                     |
| 東向田町（新設）   | 1965年（昭和40年） | 向田町（一部）                     |
| 平佐一丁目（新設） | 2014年（平成26年） | 鳥追町（一部）                     |
| 平佐一丁目（新設） | 2014年（平成26年） | 平佐町（一部）                     |

## 文化財

### 市指定
薩摩川内市指定の文化財は下記のとおりである。
- 鳥追の杜（記念物（史跡））

## 人口
以下の表は国勢調査による小地域集計が開始された1995年以降の人口の推移である。
| 年                 | 人口 |
| ------------------ | ---- |
| 1995年（平成7年）  | 324  |
| 2000年（平成12年） | 272  |
| 2005年（平成17年） | 218  |
| 2010年（平成22年） | 290  |
| 2015年（平成27年） | 309  |
| 2020年（令和2年）  | 363  |

## 施設

### 公共
- 駅市薩摩川内[21]
- 平佐西集会所
- 薩摩川内市観光協会（川内駅内）
- 自衛隊鹿児島地方協力本部薩摩川内出張所[22]

## 小・中学校の学区
市立小・中学校に通う場合、学区（校区）は以下の通りとなる。
| 大字   | 番地 | 小学校                   | 中学校                     |
| ------ | ---- | ------------------------ | -------------------------- |
| 鳥追町 | 全域 | 薩摩川内市立平佐西小学校 | 薩摩川内市立川内中央中学校 |

## 交通

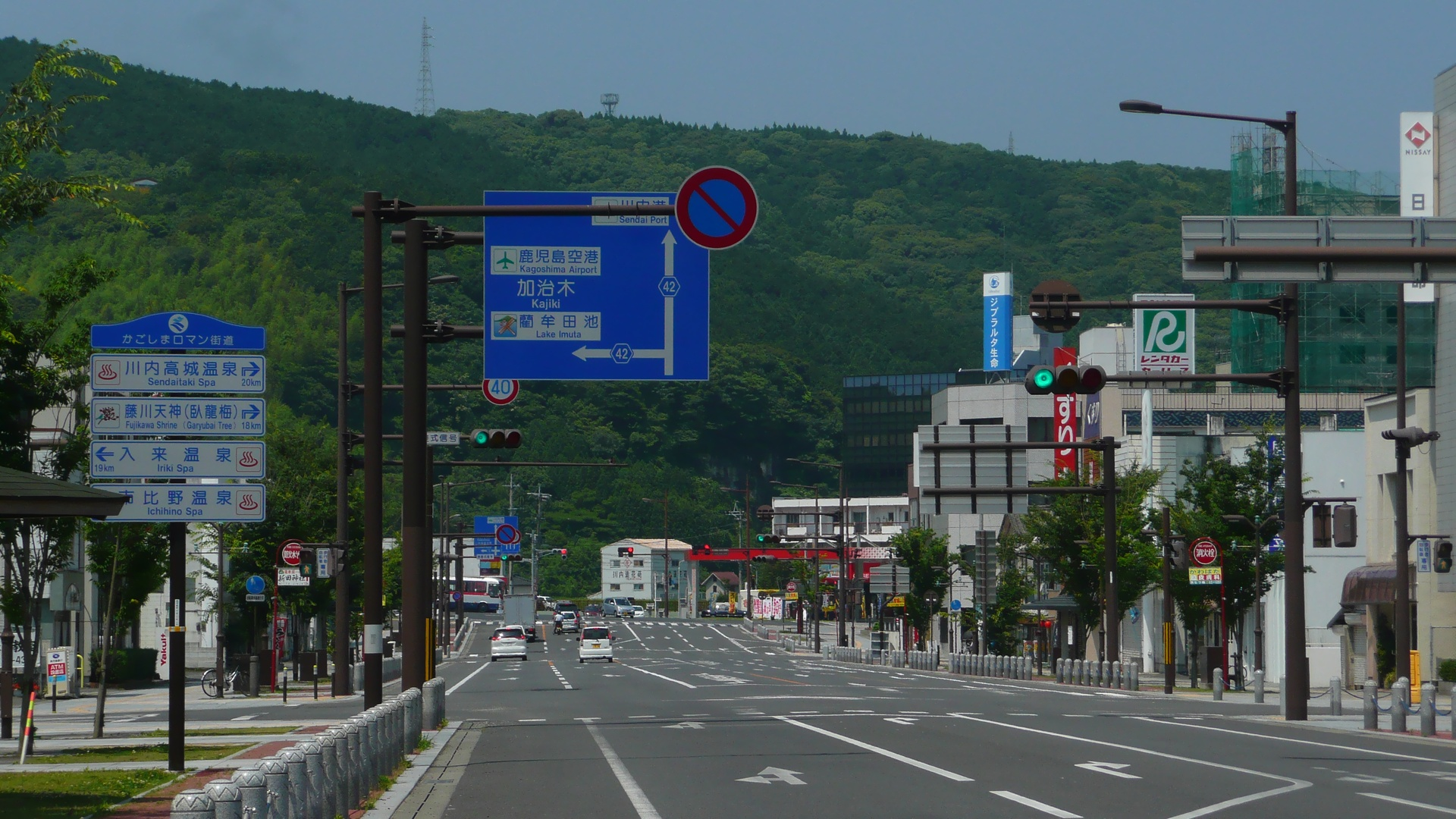
川内駅より国道3号方面を望む

### 道路
県道
- 鹿児島県道36号川内郡山線
- 鹿児島県道42号川内加治木線
- 鹿児島県道332号川内停車場線

### 鉄道
九州旅客鉄道・肥薩おれんじ鉄道
- 川内駅（九州新幹線・鹿児島本線・肥薩おれんじ鉄道線）